# Asienspiele 2022/Ringen
Bei den Asienspielen 2022 wurden vom 4. bis 7. Oktober 2023 insgesamt 18 Wettbewerbe im Ringen ausgetragen, davon zwölf bei den Männern und sechs bei den Frauen. Austragungsort war das Lin’an Sports Culture & Exhibition Centre.

## Bilanz

### Medaillenspiegel
| Platz  | Land         | Gold | Silber | Bronze | Gesamt |
| ------ | ------------ | ---- | ------ | ------ | ------ |
| 1      | Iran         | 5    | 4      | 1      | 10     |
| 2      | Japan        | 5    | 3      | 4      | 12     |
| 3      | Kirgisistan  | 3    | 1      | 4      | 8      |
| 4      | China        | 1    | 3      | 6      | 10     |
| 5      | Nordkorea    | 1    | 3      | 3      | 7      |
| 6      | Mongolei     | 1    | 1      | 3      | 5      |
| 7      | Usbekistan   | 1    | —      | 5      | 6      |
| 8      | Bahrain      | 1    | —      | —      | 1      |
| 9      | Kasachstan   | —    | 2      | 2      | 4      |
| 10     | Indien       | —    | 1      | 5      | 6      |
| 11     | Südkorea     | —    | —      | 2      | 2      |
| 12     | Turkmenistan | —    | —      | 1      | 1      |
| Gesamt | Gesamt       | 18   | 18     | 36     | 72     |

### Medaillengewinner
Männer
| Disziplin                 | Gold                           | Silber                    | Bronze                                     |
| ------------------------- | ------------------------------ | ------------------------- | ------------------------------------------ |
| Freistil                  |                                |                           |                                            |
| Bis 57 kg                 | Toshihiro Hasegawa             | Han Chong-song            | Aman Sehrawat Narmandakhyn Nasanbuyan      |
| Bis 65 kg                 | Tömör-Otschiryn Tulga          | Rahman Amouzad            | Kim Kwang-jin Kaiki Yamaguchi              |
| Bis 74 kg                 | Younes Emami                   | Kirin Kinoshita           | Orozbek Toktomambetov Bekzod Abdurakhmonov |
| Bis 86 kg                 | Hassan Yazdani                 | Deepak Punia              | Javrail Shapiev Döwletmyrat Orazgylyjow    |
| Bis 97 kg                 | Akhmed Tazhudinov              | Mojtaba Goleij            | Ganbaataryn Gankhuyag Habila Awusayiman    |
| Bis 125 kg                | Amir Hossein Zare              | Mönchtöriin Lchagwagerel  | Ajaal Lasarew Buheeerdun                   |
| Griechisch-römischer Stil |                                |                           |                                            |
| Bis 60 kg                 | Dscholoman Scharschenbekow     | Ayata Suzuki              | Chung Han-jae Ri Se-ung                    |
| Bis 67 kg                 | Katsuaki Endo                  | Mejirschan Schermachanbet | Seyed Danial Sohrabi Razzak Beishekeev     |
| Bis 77 kg                 | Akdschol Machmudow             | Amin Kavianinejad         | Asat Sadykow Liu Rui                       |
| Bis 87 kg                 | Jalgasbay Berdimuratov         | Nasser Alizadeh           | Sunil Kumar Masato Sumi                    |
| Bis 97 kg                 | Mohammad Hadi Saravi Darkolaei | Li Yiming                 | Rustam Assakalov Takahiro Tsuruda          |
| Bis 130 kg                | Amin Mirzazadeh                | Meng Lingzhe              | Kim Min-seok Alimchan Sysdykow             |

Frauen
| Disziplin | Gold              | Silber                | Bronze                                  |
| --------- | ----------------- | --------------------- | --------------------------------------- |
| Freistil  |                   |                       |                                         |
| Bis 50 kg | Remina Yoshimoto  | Kim Son-hyang         | Aktenge Keunimjaeva Zhu Jiang           |
| Bis 53 kg | Akari Fujinami    | Pang Qianyu           | Choe Hyo-gyong Antim Panghal            |
| Bis 57 kg | Tsugumi Sakurai   | Jong In-sun           | Laylokhon Sobirova Hong Kexin           |
| Bis 62 kg | Mun Hyon-gyong    | Nonoka Ozaki          | Sonam Malik Aissuluu Tynybekowa         |
| Bis 68 kg | Zhou Feng         | Nurzat Nurzaeva       | Naruha Matsuyuki Enchsaichany Delgermaa |
| Bis 76 kg | Aiperi Medet Kyzy | Schamila Bakbergenowa | Kiran Bishnoi Wang Juan                 |